# Pleśniak groniasty
Pleśniak groniasty (Mucor racemosus Fresen) – gatunek grzybów należący do rodziny pleśniakowatych (Mucoraceae).

## Systematyka i nazewnictwo
Pozycja w klasyfikacji według Index Fungorum: Mucor, Mucoraceae, Mucorales, Incertae sedis, Mucoromycetes, Mucoromycotina, Mucoromycota, Fungi.
Na początku 2021 w serwisie Species Fungorum odnotowano 26 synonimów. Niektóre z nich:
- Circinomucor sphaerosporus (Hagem) Arx 1982
- Mucor chibinensis Neophyt. 1955
- Mucor globosus A. Fisch. 1892
- Mucor oudemansii Váňová 1991
- Mucor pyri M.P. English 1943
- Mucor sphaerosporus var. major Naumov 1954

W polskiej literaturze bywa określany jako pleśniak groniasty.

## Morfologia i rozwój
Grzyb mikroskopijny powszechnie występujący w glebie i na butwiejącym materiale roślinnym. Znajdywano go także w licznych produktach spożywczych. Jest saprotrofem, odżywiającym się martwą materią organiczną. W zależności od warunków środowiska może występować w postaci strzępkowej (pleśniowej) lub drożdżowej. Szybko rośnie zarówno w warunkach tlenowych, jak i beztlenowych. W powietrzu tworzy grubą szarą grzybnię, która stopniowo staje się brązowa lub czarna wraz z nagromadzeniem zarodni, które zawierają liczne ciemne sporangiospory. Zarodnie przeważnie mają 50–60 μm szerokości, a spory są mniej więcej kuliste. W warunkach ściśle beztlenowych i w obecności obfitego źródła heksozy M. racemosus rośnie w postaci drożdży. Wysokie ciśnienie parcjalne dwutlenku węgla również sprzyja rozwojowi drożdży. W warunkach tlenowych lub mikroaerobowych grzyb rośnie w postaci pleśni. W wodzie tworzy skórzaste lub kłaczkowate porośla na kamieniach i innych zanurzonych obiektach. Tworzą je silnie rozgałęzione strzępki, przy czym rozgałęzienia są krótsze od nici głównej. Strzępki najczęściej bez przegród. W złożonej pożywce zawierającej pepton, glukozę i wyciąg z drożdży sporangiospory kiełkują w warunkach tlenowych w postaci strzępek i nadal rosną poprzez rozszerzenie wierzchołka, ostatecznie tworząc grzybnię, z której rozwijają się sporangiofory i sporangiospory. Grzybnia składa się zarówno ze strzępek powietrznych, jak i substratowych, a jej wzrost jest charakterystycznie bujny i szybki. W tej samej pożywce, ale w warunkach beztlenowych, sporangiospory kiełkują jako wielobiegunowe pączkujące komórki drożdży. Proces morfogenetyczny, który został najlepiej zbadany jako modelowy system rozwojowy, to różnicowanie drożdży od strzępków. Jeśli aktywnie rosnące drożdże zostaną przeniesione ze środowiska beztlenowego, bogatego w dwutlenek węgla do środowiska tlenowego, z wcześniej pączkujących komórek drożdży wyłaniają się strzępki 3–5 godzin po zmianie. Jeśli chodzi o zrozumienie fizjologicznych, biochemicznych i molekularnych podstaw tego układu rozwojowego, większość badań koncentrowała się na okresie od momentu zmiany do 3 lub 4 godzin po zmianie, ale zanim nastąpi zauważalna zmiana morfologiczna. Przypuszczalnie w tym okresie zachodzi kaskada zdarzeń biochemicznych i molekularnych, które prowadzą do zdarzeń fizjologicznych objawiających się zmianą zarówno formy, jak i tempa wzrostu. Jako pleśń wewnątrz budynków preferuje lokale o wilgotności względnej 80–90%. W wodzie występuje przy temperaturze od 4 do 32 °C z optimum 20–25 °C.
Może rozmnażać się również płciowo. Strzępki zgodnych typów kojarzenia dotykają się i łączą dając początek grubościennemu zygosporangium zawierającemu pojedynczą zygosporę. Kiełkowanie z zygospory prowadzi do wzrostu nowych strzępek, z których powstają bezpłciowe zarodniki typu + i – kojarzenia. Kiełkowanie tych zarodników wytwarza nowe haploidalne strzępki tego samego typu kojarzenia.

## Znaczenie
- Zarodniki Mucor racemosus roznoszone są przez wiatr i mogą wywoływać alergie nawet u zdrowych ludzi, a u ludzi osłabionych poważne zapalenie zatok. Choroby wywołuje głównie postać pleśniowa[8].
- Jest jednym z gatunków tworzących pleśń w budynkach[9].
- Rośnie zainteresowanie M. racemosus jako organizmem modelowym do badania fundamentalnych zagadnień biologii molekularnej w zakresie morfogenezy komórkowej. W szczególności badania te koncentrują się na zróżnicowanej ekspresji genów podczas rozwoju M. racemosus oraz na mechanizmach, które mogą służyć do regulowania takiej ekspresji[8].
- W przemyśle spożywczym jest wykorzystywany do produkcji niektórych gatunków serów i czekolad[10].
- Jego zdolność do wytwarzania różnych substancji została wykorzystana w przemyśle np. do wytwarzania enzymu fitazy, ale może też wytwarzać inne enzymy[10].
- W Chinach i Wietnamie jest wykorzystywany przy produkcji twarogu sojowego (tzw. sufu)[11].
- Jest używany w laboratoryjnych badaniach lekarstw, jest bowiem dobrym modelem fenotypowej oporności wielolekowej u niższych eukariontów. Przystosowuje się do znanych antybiotyków, takich jak cykloheksymid, trichodermina i amfoterycyna B. Komórki przystosowane do cykloheksymidu są 40-krotnie bardziej odporne na lek niż komórki nieprzystosowane. Te przystosowane komórki badano, aby lepiej zrozumieć mechanizm uodparniania się na lekarstwa[12].
- Jest także grzybem wodnym i może być wykorzystany do biologicznego oznaczania klasy czystości wód, jako wskaźnik saprobowości. Jest saprofilem, czyli preferuje wody α-mezosaprobowe o BZT5 około 15 mg O2/l, ale występuje też w polisaprobowych. Spotykany jest w ściekach organicznych, zwłaszcza browarnianych[5].
- Dwa związki chemiczne powstałe w wyniku biotransformacji tłuszczów przez M. racemosus okazały się skuteczne przeciwko komórkom raka prostaty[13].